# NGC 5641
NGC 5641 este o hi (21cm) source⁠(d) situată în constelația Boarul. A fost descoperită în 4 iunie 1880 de către Édouard Stephan⁠(d). Se află la o distanță de 66,01 de megaparseci de Pământ.